# Центр штату Амазонас (мезорегіон)

Центр штату Амазонас на карті штату

Центр штату Амазонас (порт. Mesorregião do Centro Amazonense) — адміністративно-статистичний мезорегіон в Бразилії, входить в штат Амазонас. Населення становить 2,59 млн осіб на 2006 рік. Займає площу 356 347,949 км². Густота населення — 7,3 чол./км².

## Склад мезорегіону
В мезорегіон входять такі мікрорегіони:
1. Коарі
2. Ітакотіара
3. Манаус
4. Парінтінс
5. Ріу-Прету-да-Ева
6. Тефе

| Бразилія | Це незавершена стаття з географії Бразилії. Ви можете допомогти проєкту, виправивши або дописавши її. |